# North Mankato
North Mankato é uma cidade localizada no estado americano de Minnesota, no Condado de Blue Earth e Condado de Nicollet.

## Demografia
Segundo o censo americano de 2000, a sua população era de 11.798 habitantes.
Em 2006, foi estimada uma população de 12.259, um aumento de 461 (3.9%).

## Geografia
De acordo com o United States Census Bureau tem uma área de
12,4 km², dos quais 12,2 km² cobertos por terra e 0,2 km² cobertos por água.

## Localidades na vizinhança
O diagrama seguinte representa as localidades num raio de 20 km ao redor de North Mankato.